# 倉田信太郎
倉田 信太郎（くらた のぶたろう、1886年〈明治19年〉3月3日 - 1938年〈昭和13年〉3月27日）は、日本の商人（履物商）、実業家。広島瓦斯電軌社長。倉田商事代表社員。昭和証券、防石鉄道各取締役。芸備銀行監査役。

## 経歴
広島県広島市堺町・倉田幾蔵の長男。広島第一中学校に入学したが、家業に従事するため中途退学する。履物商を営み、傍ら会社重役であった。広島瓦斯電軌専務取締役、同副社長を経て社長。

## 人物
趣味は絵画。住所は広島市大手町9丁目、同市堺町。

## 家族・親族
倉田家
倉田家は安芸郡牛田村（現・広島市東区）より明治の初年に祖父・幾蔵が出広し荒物、下駄の販売を創めた。2代目幾蔵は賀茂郡西志和村（現・東広島市）出身で、門根木家より入婿し、家業に精励、明治24、25年頃より下駄の海外輸出を決行、莫大の利益を得る。
- 祖父・幾蔵[1]
- 父・幾蔵[5]（1862年 - 1936年[10]、広島平民[7]、広島県多額納税者[8]、履物商、会社重役[注 1]）
- 母・ヒサ（1867年 - ?、祖父・米蔵の長女）[4]
- 弟
  - 圭祐（1898年 - ?）[4]
  - 義允（1899年 - ?）[4]
- 妹
  - イト（1892年 - ?、広島、平尾雅次郎の妻）[4]
  - 道子（1905年 - ?、広島、荒木学の妻）[4]
- 妻・アヤメ（1886年 - ?、広島、荒木静衛の五女[3]、あるいは二女[7]）